# Backlash (2003)
Backlash (2003) là sự kiện pay-per-view đấu vật chuyên nghiệp Backlash thứ 5 thường niên sản xuất bởi World Wrestling Entertainment (WWE), được tài trợ bởi Castrol GTX, và diễn ra ngày 27 tháng 4 năm 2003, tại Worcester Centrum ở Worcester, Massachusetts và có sự góp mặt của các đô vật đến từ Raw và SmackDown!.
Sự kiện chính và trận đấu tâm điểm của Raw là cuộc chiến giữa Goldberg và The Rock, Goldberg, trong Pay-Per-View WWE đầu tiên của mình, đánh bại Rock bằng pinfall, sau đòn spear và Jackhammer. Trận đấu tâm điểm phần còn lại là trận tranh đai WWE Championship từ SmackDown!, giữa John Cena và đương kim vô địch, Brock Lesnar, khi Lesnar đánh bại Cena bằng pinfall sau đòn F-5. Trận đấu khác bao gồm trận đấu đồng đội 6 người từ Raw, giữa đội của Triple H, Ric Flair, và Chris Jericho đối mặt với Shawn Michaels, Kevin Nash, và Booker T. Triple H, Flair, và Jericho giành chiến thắng bằng pinfall, sau khi Triple H đánh Nash với cây sledgehammer. Trận đấu nổi bật khác của phần còn lại từ SmackDown! là cuộc chiến giữa The Big Show và Rey Mysterio, khi Big Show đè Mysterio sau đòn chokeslam.
Sự kiện thu về $450.000 với 10.000 vé được bán ra và tỉ lệ mua là 0.67. 
 

## Kết quả
| # | Kết quả | Thể loại                                                                                                 | Thời gian |
| --- | --- | --- | --------- |
| 1H | Scott Steiner đánh bại Rico                                                                                 | Trận đấu đơn                                                                                             | 02:27     |
| 2 | Team Angle (Charlie Haas và Shelton Benjamin) (c) đánh bại Los Guerreros (Chavo Guerrero và Eddie Guerrero) | Trận đấu đồng đội tranh đai WWE Tag Team Championship                                                    | 15:03     |
| 3 | Sean O'Haire (cùng với Roddy Piper) đánh bại Rikishi                                                        | Trận đấu đơn                                                                                             | 04:52     |
| 4 | Kane và Rob Van Dam (c) đánh bại The Dudley Boyz (Bubba Ray Dudley và D-Von Dudley)                         | Trận đấu đồng đội tranh đai World Tag Team Championship với Chief Morley là trọng tài khách mời đặc biệt | 13:01     |
| 5 | Jazz (cùng với Theodore Long) đánh bại Trish Stratus (c)                                                    | Trận đấu đơn tranh đai WWE Women's Championship                                                          | 05:50     |
| 6 | Big Show đánh bại Rey Mysterio                                                                              | Trận đấu đơn                                                                                             | 03:47     |
| 7 | Brock Lesnar (c) đánh bại John Cena                                                                         | Trận đấu đơn tranh đai WWE Championship                                                                  | 15:14     |
| 8 | Triple H, Ric Flair và Chris Jericho đánh bại Kevin Nash, Shawn Michaels và Booker T                        | Trận đấu đồng đội 6 người                                                                                | 17:51     |
| 9 | Goldberg đánh bại The Rock                                                                                  | Trận đấu đơn                                                                                             | 13:03     |
| - (c) – chỉ người vô địch bước vào trận đấu - H – chỉ trận đấu được phát sóng trước pay-per-view tại Sunday Night Heat | | |           |

### Bảng giải đấu
Giải đấu để xác định ứng viên số 1 trong trận tranh đai WWE Championship diễn ra từ 1 tháng 4 đến 15 tháng 4 năm 2003. Bảng đấu bao gồm:
|  | Tứ kết         | Tứ kết         | Tứ kết       |              |     | Bán kết | Bán kết | Bán kết |  |  | Chung kết | Chung kết | Chung kết |  |
|  |                |                |              |              |     |         |         |         |  |  |           |           |           |  |
|  | Chris Benoit   | Chris Benoit   | Sub          |              |     |         |         |         |  |  |           |           |           |  |
|  | Chris Benoit   | Chris Benoit   | Sub          |              |     |         |         |         |  |  |           |           |           |  |
|  | A-Train        |                |              |              |     |         |         |         |  |  |           |           |           |  |
|  |                | Chris Benoit   | Chris Benoit | Pin          |     |         |         |         |  |  |           |           |           |  |
|  |                |                |              | Pin          |     |         |         |         |  |  |           |           |           |  |
|  |                |                | Rhyno        |              |     |         |         |         |  |  |           |           |           |  |
|  | Big Show       |                |              |              |     |         |         |         |  |  |           |           |           |  |
|  |                |                |              |              |     |         |         |         |  |  |           |           |           |  |
|  | Rhyno          | Rhyno          | DQ           |              |     |         |         |         |  |  |           |           |           |  |
|  | Rhyno          | Rhyno          | DQ           | Chris Benoit |     |         |         |         |  |  |           |           |           |  |
|  |                |                |              |              |     |         |         |         |  |  |           |           |           |  |
|  |                |                | John Cena    | John Cena    | Pin |         |         |         |  |  |           |           |           |  |
|  | The Undertaker | The Undertaker | John Cena    | John Cena    | Pin | Pin     |         |         |  |  |           |           |           |  |
|  | The Undertaker | The Undertaker |              |              |     |         |         |         |  |  |           |           |           |  |
|  | Rey Mysterio   |                |              |              |     |         |         |         |  |  |           |           |           |  |
|  |                | The Undertaker |              |              |     |         |         |         |  |  |           |           |           |  |
|  |                |                |              |              |     |         |         |         |  |  |           |           |           |  |
|  |                |                | John Cena    | John Cena    | Pin |         |         |         |  |  |           |           |           |  |
|  | Eddie Guerrero |                | John Cena    | John Cena    | Pin |         |         |         |  |  |           |           |           |  |
|  |                |                |              |              |     |         |         |         |  |  |           |           |           |  |
|  | John Cena      | John Cena      | Pin          |              |     |         |         |         |  |  |           |           |           |  |